# Décimas de um Cantador
Décimas de um Cantador é o nono álbum do cantor brasileiro Zé Ramalho, lançado em 1987. A contracapa do traz uma foto de Zé tocando violão com uma lâmina de barbear, uma referência ao uso que fazia da cocaína na época.

## Faixas
| N.º | Título                                                                                         | Música                                   | Duração |  |
| 1.  | "Acredite quem quiser"                                                                         | Zé Ramalho, Mauro Motta                  | 5:06    |  |
| 2.  | "Number 9"                                                                                     | Zé Ramalho                               | 2:11    |  |
| 3.  | "Décimas de um cantador"                                                                       | Zé Ramalho, Flavíola                     | 4:25    |  |
| 4.  | "Pelos telefones" (contém a faixa escondida "Lady, Lady, Lady", por Bob Dylan)                 | Zé Ramalho, Mauro Motta                  | 1:55    |  |
| 5.  | "Lua semente"                                                                                  | Zé Ramalho, Zé Nêumanne                  | 4:08    |  |
| 6.  | "Aldeias da Borborema"                                                                         | Zé Ramalho, Zé Nêumanne                  | 3:09    |  |
| 7.  | "Mary Mar"                                                                                     | Zé Ramalho                               | 4:30    |  |
| 8.  | "Ser Boy (This Boy)"                                                                           | Lennon/McCartney, versão por Mauro Motta | 4:07    |  |
| 9.  | "Hino de Duran" (contém a faixa escondida "Deixa Isso Pra Lá" por Alberto Paz e Edson Menezes) | Chico Buarque                            | 1:50    |  |
| 10. | "Mulher nova, bonita e carinhosa faz o homem gemer sem sentir dor"                             | Zé Ramalho, Otacílio Batista             | 3:06    |  |

## Músicos
- Zé Ramalho - Violão de doze cordas, violão, vocais
- Mauro Motta - Teclados
- Robson Jorge - Teclados, violão e guitarra, baixo elétrico
- Chico Guedes - Baixo elétrico
- Claudia Olivetti - Coral
- Sônia Bonfá - Coral
- Marisa Fossa - Coral
- Zilma - Coral
- Lincoln Olivetti - Programação
- Ariovaldo - Ritmo